# Мејво
Мејво (енгл. Mei Wo, кин: 梅窩; пин: Méiwō, буквално „шљива гнездо“) је рурално насеље на источној обали острва Лантауа у Хонгконгу. Главна плажа у Мејвоу је позната под називом Залив рудника сребра (енгл. Silver Mine Bay, кин: 银矿湾).
Историја Мејвоа је повезана са крајем Јужне Династије Сонг крајем 70-их година 13. века.
Мејво се налази у „Заливу рудника сребра“, која је названа по сребрној руди, некада ископаваној поред „Сребрне реке“ која тече кроз село. У близини је „Пећина рудника сребра“ у којој се експлоатисало сребро у другој половини 19. века. Касније је затворена због сигурности.
Пре него што се отворио аеродром „Core Programme“ (у преводу: срце или језгро програма) и каснијег развоја Туенг-чуенга и северног Лантауа у нови град, Мејво је био главни центар за излетнике који су посећивали острвље Лантау. Данас је то још увек главни пут како би се дошло до јужног Лантауа; од плажа до рибарског села Дај-О и Тјен-Тан-Буда. Као једина веза са јужним Лантауом није предвиђен за већа оптерећења. Отварањем железнице, то би се могло променити.